# Hackett London
Hackett Limited es un minorista británico multicanal de ropa para hombres y niños, con una amplia gama de prendas y accesorios. Fue fundada en 1983 en Londres, Reino Unido. En junio de 2019, la compañía tenía 160 tiendas en todo el mundo, con su tienda insignia en el 14 de Savile Row en Londres.

## Historia
Hackett fue fundada en 1983 por Jeremy Hackett y Ashley Lloyd-Jennings en un puesto en Portobello Road en Londres. La primera tienda, en el "wrong end" de King's Road, en el distrito londinense de Chelsea, vendía solo ropa usada.
La empresa se expandió gradualmente a lo largo de varios años, aumentando el número de sucursales y pasando de adquirir y vender ropa de segunda mano a diseñar y vender sus propios artículos. La expansión internacional comenzó con la apertura en 1989 de una sucursal española en Madrid. En 1994, Hackett abrió una tienda en la Rive Gauche de París antes de agregar ropa para niños a su colección un año después.
En junio de 2005, Richemont vendió Hackett a la sociedad de inversión española Torreal SCR, SA. Hackett nombró al director creativo estadounidense Michael Sondag, quien se unió a Hackett procedente de Tommy Hilfiger en 2005.
En febrero de 2015, Hackett (parte del Pepe Jeans Group) fue comprada por la firma libanesa M1 Group y por la subsidiaria de LVMH. Hackett y Pepe Jeans eran anteriormente propiedad de Torreal Funds (31 por ciento), Artá Capital (16,4 por ciento), L Capital Europe (11,5 por ciento) y sus gerentes. Hackett se convirtió en el proveedor oficial de ropa del equipo Williams Martini Racing, a partir de la temporada 2015.

## Savile Row
La tienda insignia de la compañía en el 14 de Savile Row en Londres fue anteriormente una tienda Hardy Amies desde 1946 hasta marzo de 2019; Hackett se hizo cargo del espacio en junio de 2019. Un informe de noticias proporcionó este resumen: la "nueva tienda... comprenderá el espacio de la tienda tradicional, sastrería a medida y espacio para colecciones de edición limitada". Jeremy Hackett emitió esta declaración:
"Estoy tan emocionado de que Hackett abrirá en el mundialmente famoso Savile Row, donde una vez trabajé cuando llegué a Londres a principios de la década de 1970. Inmediatamente me cautivó la idea de la ropa hecha a mano y cuando abrí Hackett por primera vez estaba inspirada en Savile Row, aunque lista para usar. Recuerdo haber servido al gran Hardy Amies, que era un verdadero caballero. Poco pensé que todos estos años después abriría una tienda en su antiguo local, junto a tan estimados sastres. Es la calle más famosa de la sastrería masculina y me siento honrado de ser parte de la maravillosa tradición que es Savile Row ".